# Parlatoria parlatoriae
Parlatoria parlatoriae är en insektsart som först beskrevs av Šulc 1895.  Parlatoria parlatoriae ingår i släktet Parlatoria och familjen pansarsköldlöss. Inga underarter finns listade i Catalogue of Life.